# Declaración de lesividad
La declaración de lesividad, o declaratoria de lesividad, en el Derecho administrativo, es un acto administrativo por el que una entidad administrativa considera dañino para los intereses públicos o generales un acto previamente dictado por ella misma, que es favorable a los interesados, con el fin de poder solicitar su anulación ante la justicia.
Es el requisito previo para la impugnación del ente ante la Jurisdicción contencioso-administrativa y su declaración de anulabilidad.

## Legislaciones

### Ecuador
En el Ecuador, esta figura jurídica no estaba establecida formalmente hasta el 2002, aunque en la Ley de Jurisdicción Contencioso Administrativa (Registro Oficial 338 del 18 de marzo de 1968) en su artículo 23, literal d, establecía que el órgano de la administración autor de algún acto lesivo comparecerá ante la jurisdicción contencioso administrativa para revocar dicho acto, debido a que no puede anularlo o revocarlo por sí mismo.
El Estatuto del Régimen Jurídico Administrativo de la Función Ejecutiva (Decreto Ejecutivo 2428, Registro Oficial 536 de 18 de marzo del 2002), en su artículo 97 establece concretamente la acción de lesividad e indica que la anulación por parte de la propia administración de los actos declarativos de derechos y no anulables, requerirá la declaratoria previa de lesividad para el interés público y su impugnación ante la justicia. La declaratoria de lesividad la dicta el presidente de la República mediante decreto ejecutivo, o los ministros mediante acuerdos ministeriales.

### España
Esta figura jurídica está regulada  por la Ley 39/2015 de 1 de octubre de Procedimiento administrativo común de las Administraciones Públicas, en su Título V,capítulo I, revisión de oficio art 107:
Se podrán declarar lesivos para el interés público los actos favorables para los interesados que sea anulables conforme al artículo 48 de esta Ley (actos que incurran en cualquier infracción del ordenamiento jurídico incluido la desviación de poder; defecto de forma solo en los requisitos indispensables para alcanzar su fin o que produzcan indefensión y, cuando lo imponga la naturaleza de un término o plazo, la realización de actuaciones fuera de plazo), a fin de proceder a su posterior  impugnación ante el orden jurisdiccional contencioso administrativo. No podrá declararse un acto lesivo una vez transcurrido 4 años desde que se dictó el acto (Art 107.2), y exigirá la audiencia previa de cuantos aparezcan como interesados en el mismo.
El procedimiento caduca a los 6 meses de haberse iniciado si no se ha dictado resolución declarando la lesividad. Es necesario recordar que en el año 2003 la Ley 62/2003, de 30 de diciembre de medidas fiscales, administrativas y del orden social, modificó el artículo 103 de la Ley 30/1992, ampliando el plazo de caducidad 3 a 6 meses.
La declaración de lesividad se adoptará por: el órgano de cada administración competente en la materia si este proviene de la Administración General del Estado o de las CCAA y, por el Pleno de la Corporación Local o, si no existiera este, por el órgano colegiado superior de la entidad, en el caso de que el acto proviniera de la Administración Local.